# ブラック・ダリア (映画)
『ブラック・ダリア』（The Black Dahlia）は、2006年のアメリカ合衆国の犯罪ミステリ映画。1947年にロサンゼルスで実際に起きた猟奇殺人事件「ブラック・ダリア事件」を題材としたジェイムズ・エルロイの同名小説（LA4部作の第1作）を原作としている。監督はブライアン・デ・パルマ。
全米公開に先駆けて2006年8月30日より開催の第63回ヴェネツィア国際映画祭のコンペティション部門に出品、オープニング上映された。

## ストーリー
ロサンゼルス市警に所属する元ボクサーの刑事バッキー・ブライカート（ジョシュ・ハートネット）と、やはり元ボクサーの刑事リー・ブランチャード。互いに優秀な刑事として頭角を現しつつあった2人は署内で開かれたボクシング大会を通じて相棒となり、バッキーとリー、そしてリーの恋人ケイ・レイク（スカーレット・ヨハンソン）の3人は親友としての友情を築き上げる。リーはかつて強盗事件を阻止したこともあるタフな男だが、銃撃戦で顔見知りのチンピラを射殺したことにはひどく動揺するなど繊細な一面を持っており、また以前に逮捕した強盗が刑務所から釈放されると聞いて怯えた様子を見せるようになっていた。
そんなある日、ロサンゼルスで猟奇殺人事件が発生する。エリザベス・ショート（ミア・カーシュナー）という女優志望の少女が、拷問を受けた末に全身をずたずたに切り刻まれて殺されたのだ。彼女がいつも黒いドレスをきていたことから流行映画になぞらえて「ブラック・ダリア」とあだ名された事件の捜査に、バッキーとリーも駆り出される。リーは幼い頃に妹が行方不明になった過去があり、バッキーからすると異様なほど事件にのめり込んでいく。バッキーはエリザベスの出入りしていたレズビアンバーを調べていくうち、エリザベスと瓜二つのマデリン・リンスコット（ヒラリー・スワンク）と知り合う。ロサンゼルス有数の大富豪の娘であるマデリンは世間体から自分の存在を黙ってもらうようバッキーへ懇願し、承諾したバッキーはその妖艶さに惹かれて徐々に彼女に溺れていく。
しかし、リーは釈放された強盗犯と揉み合った末に階段から転落したところを、何者かによって喉を切られて殺されてしまう。バッキーは親友を殺した犯人を逮捕するべく動き出すが、それはブラック・ダリア事件の背後に広がる闇へ近づくことを意味していた。

## キャスト
バッキー・ブライカート
演 - ジョシュ・ハートネット / 日本語吹替 - 森川智之
元ボクサーの実直な刑事。「ミスター・アイス」とあだ名される冷静な人物。誠実であろうと心がけており、そのため親友であるリーやケイのことを誰よりも気遣っている。原作においては父が親ドイツ系組織に入っていた事が問題視され、警察に残留するため日系人の幼馴染2人を密告した過去を持っている。当初はブラック・ダリア事件をセンセーショナルに煽られた取るに足らない事件だと判断していたが、親友リーの失踪もあって、破滅的なまでにその捜査へのめり込んでいく。
リー・ブランチャード
演 - アーロン・エッカート / 日本語吹替 - 大塚芳忠
元ボクサーの破天荒な刑事。「ミスター・ファイア」とあだ名される明るく快活な人物。極めて魅力的で社交的、バッキー、ケイら3人の中心人物。2人のことを誰よりも愛しているが、物語の中盤で謎の死を遂げる。原作においては失踪し、その死が明らかになるのはより終盤に入ってからである。過去の強盗事件についてひどく怯えたり、また妹が行方不明になった事実が暗い影を落とし、顔見知りの犯罪者を射殺した際にはひどく狼狽えるなど、極めてナイーブな側面も持っている。ブラック・ダリア事件に異常なほど熱心に取り組むが、それは彼の過去にまつわる秘密故だった。
ケイ・レイク
演 - スカーレット・ヨハンソン / 日本語吹替 - 高橋理恵子
リーの同棲相手である女教師。かつて強盗に情婦として利用されていたが、彼がリーに逮捕されたことで救われ、リーと恋人関係になったという。しかしリーとはあくまでも家族であって肉体関係はなく、バッキーにはボクサー時代から恋心を抱いていたという。原作においてはブラック・ダリア事件にのめり込んでいくリーを止めることができず、バッキーもまた捜査に溺れていくことが我慢できずに3人の関係が崩壊していく。しかし、それは彼女がリーの過去を知っていたがためであった。
エリザベス・ショート
演 - ミア・カーシュナー / 日本語吹替 - 岡寛恵
「ブラック・ダリア」とあだ名された女優志望の少女。2日に渡って拷問を受けた末、無残な死体となって発見される。原作では生前の姿で登場することはなく、無関係な大衆によって好き勝手に悲劇的な少女と書き立てられ、女優志望者の間からは娼婦まがいのどうしようもない女だと批判される中、ひたすらに事件を追いかけていくバッキーらによってその過去が描き出されていくことになる。
マデリン・リンスコット
演 - ヒラリー・スワンク / 日本語吹替 - 本田貴子
大富豪リンスコット家の令嬢。ロサンゼルスを遊び歩く放蕩娘だが、エリザベスと瓜二つで、それが縁で彼女と知り合っていた。遊びでレズビアン・バーを訪れていたところをバッキーに見つかり、実家のスキャンダルとならないよう自分の存在を隠すことと見返りにエリザベスの情報を教えた。バッキーを誘惑し、恋人のような関係に陥る。原作ではマデリン・スプレイグ。当初はエリザベスの知人というだけで事件には何ら関係がないと思われていたが、徐々にその闇が解き明かされていく。
ラス・ミラード
演 - マイク・スター / 日本語吹替 - 廣田行生
ロサンゼルス市警の警部補。バッキー、リーらの上司にあたる人物であり、誠実かつ穏やかな人物だが、極めて強い正義感の持ち主。周囲がブラック・ダリアをセンセーショナルに書き立てて娯楽として消費していく中、ひたすら黙々、淡々と捜査を続けていく。原作では様々な事情から市警において疎まれていくバッキーを支え、共に事件を追いかける理解者の1人として描かれる。
ラモーナ・リンスコット
演 - フィオナ・ショウ / 日本語吹替 - 高島雅羅
大富豪リンスコットの妻。長く病を患っていて余命幾ばくもなく、常にふわふわと夢の中にいるような女性。しかし夫に対しては不満があるらしく、時折ヒステリックに感情をあらわにする。ただそれだけの女性に見えたところ、バッキーがブラック・ダリア事件とスプレイグ家の関係を暴いていくにつれ、徐々に彼女が重要な役割を担っていたことが明らかになっていく。原作ではラモーナ・スプレイグ。
エメリット・リンスコット
演 - ジョン・カヴァノー / 日本語吹替 - 佐藤祐四
新興の地主であり大富豪。いわゆる成金で、あちこちに金をばらまき、汚い手も使って伸し上がってきた。傲慢でプライドの高い人物であり、それ故に家族関係は破綻しかけている。娘のマデリンを溺愛している。アイルランド系の移民であり、第一次世界大戦でドイツ軍相手に戦果を上げたと吹聴している。当初はあくまでもマデリンの父に過ぎないと思われていたが、やはりブラック・ダリア事件の真相にバッキーが近づいていくにつれ、彼もまた関係者であったことが暴かれていく。原作ではエメリット・スプレイグ。
マーサ・リンスコット
演 - レイチェル・マイナー
大富豪リンスコットの娘、マデリンの妹。母にもマデリンにも似ていない容貌から父に疎まれていたが、類まれなる絵画の才能を持ち、母からは溺愛されて育ってきた。鬱屈した家の環境に対する不満はあるが、同時に家族愛も抱いている、複雑な人物。原作ではマーサ・スプレイグ。
エリス・ルー
演 - パトリック・フィッシュラー
地方検事補。政界進出を目論見、そのための手柄とすべくブラック・ダリア事件をセンセーショナルに演出していく。そのために彼女が娼婦まがいの女性だったという事実も次々と握りつぶすなど、事件解決よりも自分が有名になることしか考えていない。市警のやり口に我が物顔で口を挟んで特捜班を組織し、リーとバッキーを自身の手駒として抱え込み、ブラック・ダリア事件の捜査に当たらせる。しかし徐々にその姿勢からバッキーと対立を深めていく。原作ではエリス・ロー。
テッド・グリーン
演 - トロイ・エヴァンス
セントラル署の署長。バッキー、リー、ミラードの上司。警察官らしい実直さはあるものの、エリスに抱き込まれ、彼の方針に逆らうことができない。原作ではサッド・グリーン。
シェリル・サッドン
演 - ローズ・マッゴーワン / 日本語吹替 - 朴璐美
女優志望の少女。エリザベスとかつてルームメイトだった女性リンダ・マーチンの情報をバッキーにもたらす。
ジョージ・ティデン
演 - ウィリアム・フィンレイ
大富豪リンスコットのかつての親友であり、現在はその下働きをしている男。かつての事故で顔をはじめ全身に重症を負っている。やはりアイルランド系移民であり、物語においては極めて重要な役割を担っていたことが明らかになる。原作ではジョージィ・チルデン。

## スタッフ
- 監督：ブライアン・デ・パルマ
- 脚本：ジョシュ・フリードマン
- 撮影：ヴィルモス・スィグモンド
- 編集：ビル・パンコウ
- 美術：ダンテ・フェレッティ
- 衣装デザイン：ジェニー・ビーバン
- 作曲：マーク・アイシャム

## その他・備考
- 元々はデヴィッド・フィンチャーが監督するはずの企画だった（ちなみにフィンチャーはこの後、当作品のテーマと同じく、別のある未解決事件を描いた『ゾディアック』を手掛けている）。また、ブランチャード役にはマーク・ウォールバーグがキャスティングされていたが降板。劇中音楽の作曲もジェームズ・ホーナーが手掛ける予定であった。
- 撮影は2005年4月より開始された。ロケーション撮影はロサンゼルスとブルガリアで行われた。
- 原作はバッキー、リー、ケイら3人の友情関係の構築から、ブラック・ダリア事件の発生とリーの失踪による破局、そしてリーの死を知ったバッキーが周囲を省みることなく泥沼へ沈むように事件の真相に迫り、ロサンゼルス市警の腐敗、親友の過去、スプレイグ家の闇、そして事件の犯人と対決するまでを描いた数年間の物語となっている。またこの過程においてバッキーはエリザベス・ショートの過去を追いかけ続け、彼女がどのような人生を歩んできたかを知り、（バッキー個人の想像であっても）彼女を1人の人間として理解する部分に重点が置かれている。映画版ではこれらの真相はそのままに、3人が友情を結ぶまでの物語や市警の腐敗に関するエピソード、そしてエリザベス・ショートの過去についてをカットした大幅な短縮が図られており、バッキーがリーの死を目撃するなどの改変がなされ、あくまでもブラック・ダリア事件の真実とリーの過去に焦点を絞っている。